# Lefnui
En el Universo Imaginario de J. R. R. Tolkien, el Lefnui es un río del sur de Gondor que nace en los bordes meridionales del brazo oeste de las Montañas Blancas, en las laderas de los picos que constituyen el núcleo central de estas y, desciende hacia el sudoeste, casi paralelo al brazo que se interrumpe en Andrast, desembocando en el mar en el extremo occidental de la Bahía de Belfalas en un importante estuario. Marca el límite suroeste del reino de Gondor, separando a este del Viejo Territorio Púkel; y marca, además, el comienzo de la larga costa de Anfalas. 

## Etimología del Nombre
su nombre puede ser traducido como “Quinto”, puesto que el primer elemento del nombre, _*Lef_, derivaría del (Q) _*lempe_ y del (S) _*leben_; ambos significan “cinco”; relacionado con la raíz LEP que hace referencia a "dedo"; porque “(...)el ‘cinco’ era un número especial en los pueblos de forma élfica/humana, siendo el número de los dedos de una mano...” Y la terminación _-ui_, que se trata de una “(...)terminación adjetival general sin significación específica...” “(...)de origen incierto, pero se derivaba probablemente del adjetival eldarin _–ya_, que cuando se añadía a raíces nominales terminadas en E.C. en _–o_, _–u_ solía producir _–ui_ en Sindarin...” . 
El nombre obedece al hecho de que se trataba del último gran río del sur de Gondor, luego del Erui, el Sirith, el Serni y el Morthond.
- Datos: Q1773832